# Koroshiya Ichi
Ichi, O Assassino (殺し屋１, Koroshiya Ichi) é um filme japonês de 2001 dos gêneros terror e ação dirigido por Takashi Miike, baseado no mangá de Hideo Yamamoto.
No Japão, Anjo, um chefe da máfia Yakuza, desaparece com três milhões de ienes. Os membros de sua gangue, liderados pelo masoquista Kakihara, iniciam uma busca, mas a agressividade de seus métodos sangrentos aborrece os membros de outra gangue. Para complicar ainda mais, Kakihara contrata o misterioso matador Ichi, um assassino psicopata com uma infância obscura e secreta, que é controlado por um policial aposentado. Agora será provado para todos que o inferno realmente existe.